# 안녕! 샤이닝 데이/치고 부수자!
「안녕! 샤이닝 데이/치고 부수자!」（おはよう!シャイニング・デイ/打ち砕ーくっ!）은 2012년 2월 15일에 발행된 T-Pistonz+KMC의 10번째 싱글이다.

## 등록곡
1. 안녕! 샤이닝 데이(おはよう!シャイニング・デイ)
  - 『이나즈마 일레븐 GO』 OP테마
  - 게임 『이나즈마 일레븐 GO 샤인』 OP테마
2. 치고 부수자!(打ち砕ーくっ!)
  - 게임 『이나즈마 일레븐 GO 다크』 OP테마
3. 안녕! 샤이닝 데이(Original Karaoke)
4. 치고 부수자!(Original Karaoke)

## DVD（초회한정샤인반/A）
1. 안녕! 샤이닝 데이（뮤직 비디오）
2. 안녕! 샤이닝 데이（애니메이션 오프닝Ver.）

## DVD（초회한정다크반/B）
1. 치고 부수자!（뮤직 비디오）
2. 치고 부수자!（애니메이션 오프닝Ver.）